# Minskoffensief
Het Minskoffensief (Russisch: Минская операция) maakte deel uit van Operatie Bagration in 1944, de tweede fase van de aanval van het Rode Leger om Wit-Rusland te bevrijden.
Het Sovjetleger omsingelde het Duitse 4e Leger bij de stad Minsk. Hitler beval het 4e Leger om de stad te behouden en riep de Wit-Russische hoofdstad uit tot Festung. Het Russische 5e Garde Tankleger viel vanuit het noordoosten aan, het 2e Garde Tankkorps viel in het centrum aan, terwijl het 65e Leger oprukte in het zuiden om de omsingeling te voltooien. Ongeveer 100.000 Duitse soldaten uit de 4e en 9e Legers werden omsingeld, waarvan er ongeveer 40.000 soldaten gedood werden. Het resultaat was een volledige overwinning voor het Rode Leger met de bevrijding van Minsk en de snelle vernietiging van de Duitse Heeresgruppe Mitte.

## Planning

### Operationele doelen
De doelen van het 3e Wit-Russische Front waren op 28 juni 1944 bijna volledig bereikt, toen de voorhoede van de gemechaniseerde cavalerie halt hielden bij de rivier de Berezina. Op dezelfde dag als waarop de doelstellingen behaald waren vaardigde de Stavka een nieuw bevel uit, No. 220124. Dit beval om de Berezina over te steken en door te stoten richting Minsk en Molodesjno, om vervolgens aan te sluiten met het 2e Wit-Russische Front en dit tegen 8 juli. Het 5e Garde Tankleger, onder leiding van generaal Pavel Rotmistrov werd echter bekritiseerd om zijn vermeende traagheid bij het bereiken van zijn doelstellingen en werd bevolen meer daadkracht te tonen.

### Duitse plannen
De Duitse planning bestond er vooral uit om de schade aan eigen eenheden zoveel mogelijk te beperken. De directe gevolgen van enkele vorige offensieven maakte duidelijk dat de uiteindelijke doelstelling van de Sovjets Minsk was. Er werd dan ook op 26 juni de toestemming gegeven aan de 5e Pantserdivisie om zich van Oekraïne naar Wit-Rusland te verplaatsen om te helpen bij de verdediging van de stad. Tegen de tijd dat de operatie begon, was het Duitse 4e Leger al geflankeerd in het noorden en het zuiden. Ondanks dit werd bevolen om stand te houden. De centrale korpsen daarentegen waren uiteengevallen door hevige luchtaanvallen terwijl ze een poging ondernamen de Berezina over te steken tijdens een tegenaanval, waarbij twee korpscommandanten gedood werden.

## Eenheden

### Wehrmacht
- Kampfgruppe von Saucken
  - 5e Pantserdivisie
- Kampfgruppe von Gottberg: groep van veiligheids- en SS-eenheden, inclusief
  - Kampfgruppe Anhalt (politie- en veiligheidseenheden)
  - Kampfgruppe Flörke (overblijfselen van de 14e Infanteriedivisie en anderen)
- Omsingelde eenheden van het 4e Leger onder leiding van luitenant-generaal Vincenz Müller: 12e Legerkorps; 27e Legerkorps (General Paul Völckers); restanten van het 39e Pantserkorps
- Omsingelde restanten van het 6e Legerkorps van het 3e Pantserleger
- Omsingelde overblijfselen van het 9e Leger (Generaal Nikolaus von Vormann)
- Kampfgruppe Lindig (12e Pantserdivisie; 390e Infanteriedivisie)

Noot: bovenstaande eenheden vielen allen onder de leiding van veldmaarschalk Walter Model van Heeresgruppe Mitte

### Rode Leger
- 3e Wit-Russische Front (Generaal Ivan Tsjernjakovski)
  - 11e Gardeleger (Generaal Kuzma Galitsky)
  - 5de Leger
  - 39e Leger
  - 31e Leger
  - 5e Garde Tankleger (Generaal Pavel Rotmistrov)
  - 1ste Luchtleger
- 2e Wit-Russische Front (Kolonel-generaal Giorgi Zacharov)
  - 33e Leger (Luitenant-Generaal Vasili Krjoejenkin)
  - 49e Leger (Luitenant-Generaal Ivan Grisjin)
  - 50e Leger (Luitenant-Generaal Ivan Boldin)
  - 4e Luchtleger

## Verloop van het offensief

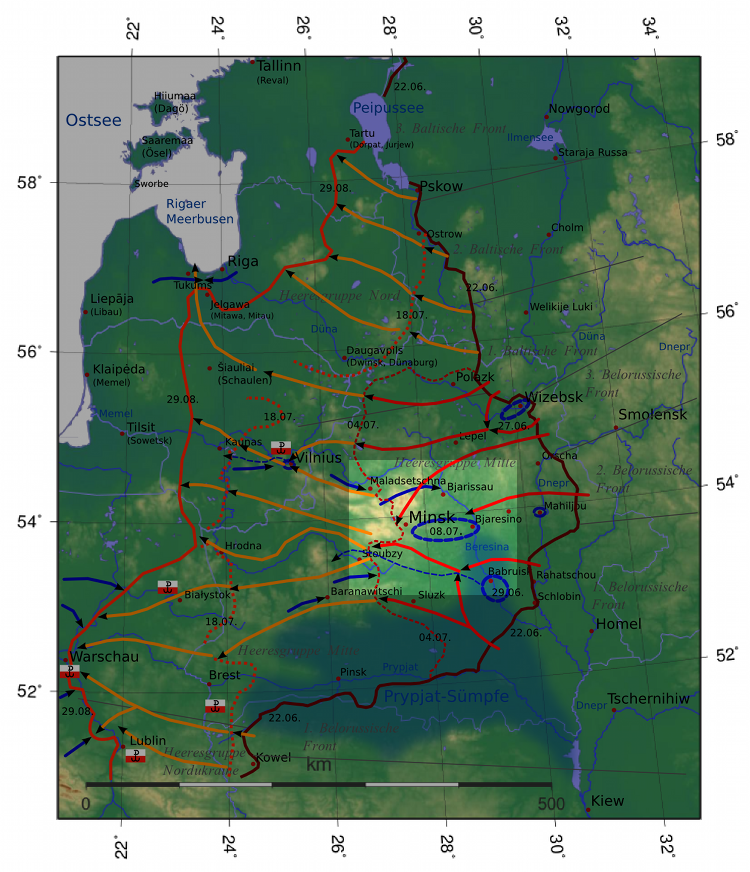
Het offensief bij Minsk vormde slechts een deel van Operatie Bagration, zoals op deze kaart te zien is.

Het offensief verliep in drie fasen: 
1. de doorbraak door de eerste Duitse defensielinies langs de Berezina,
2. de voortgang van de gemotoriseerde verkenningseenheden
3. en de uiteindelijke omsingeling van het 4e Leger, samen met de bevrijding van Minsk.

### De Duitse poging tot verdediging
Rond 26 juni had het Duitse OKH zich uiteindelijk gerealiseerd dat Operatie Bagration wel degelijk het hoofdoffensief was, en het hoofddoel van de Sovjets Minsk was. Daarom werd de 5e Pantserdivisie, zoals eerder al vermeld, van Noord-Oekraïne naar Wit-Rusland overgebracht, met de zo goed als onmogelijke taak het Rode Leger, dat ver in de meerderheid was, tegen te houden om de ineenstorting van Heeresgruppe Mitte te voorkomen. De divisie arriveerde op 27 juni. Tegen die tijd was de situatie al danig verslechterd: in de noordelijke sector van Heeresgruppe Mitte was het 3e Pantserleger bezweken onder de druk, met het 53e Legerkorps volledig verslagen, het 6e Legerkorps gehavend, en het 9e Legerkorps gestaag naar het westen gedreven. Meer naar het zuiden verloor het 9e Leger grip op de frontlinie, en de resterende troepen werden uitgedund door constante hevige bombardementen door de Russische artillerie en luchtmacht. Ondanks dit, werd het 4e Leger bevolen stand te houden: Hitler had Minsk tot een Festung, oftewel versterkte stad, verklaard.
Rond de 5e Pantserdivisie werd in een gevechtsgroep georganiseerd onder leiding van Dietrich von Saucken, en nam posities in in de buurt van Borisov aan de hoofdweg ten oosten van Minsk. De belangrijkste regimenten van die divisie, die, in tegenstelling tot de meeste andere Duitse tankeenheden, volledig uitgerust waren, beschermden de spoorlijnen, die voor een eventuele evacuatie gebruikt zouden worden. De weg zelf werd verdedigd door infanterieregimenten, terwijl de Schwere Panzer-Abteilung 505 de spoorlijn bij Kroepki, richting het oosten, probeerde te behouden.
Er waren weinig reserves in dit gebied waarmee een verdediging georganiseerd kon worden. Enkele versterkingen werden wel gestuurd in de vorm van Gruppe von Gottberg en de Dirlewanger- en Kaminskibrigades, die verantwoordelijk waren voor oorlogsmisdaden in de loop van de hele oorlog. De bruggen over het zuidelijkere gedeelte van de Berezina werden verdedigd door bijeengeschraapte politiedetachementen, Gruppe Anhalt genoemd.

### De bevrijding van Minsk

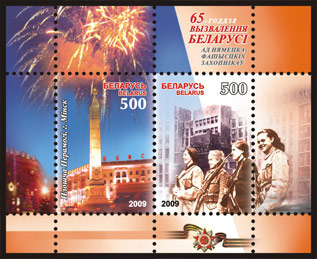
Wit-Russische postzegel uit 2009 ter ere van de bevrijding van Minsk

Op 28 juni stevende het 5e Garde Tankleger op Minsk af vanuit het noordoosten, terwijl het 2e Garde Tankleger de stad vanuit het oosten naderde. De voorhoede van het 5e Garde Tankleger, gesteund met enkele infanterie-eenheden van het 11e Gardeleger viel rechtstreeks aan op de weg naar Minsk, waardoor de Duitse infanterie tot in Borisov teruggedrongen werd. De Duitse genie blies daarop de bruggen over de Berezina op om de sovjets de toegang tot de stad te ontzeggen.
Tegelijkertijd nam Gruppe von Saucken posities in het noordwesten van Minsk in, waar het 5e Garde Tankleger dreigde de spoorwegen naar de stad af te snijden. De val van de stad was nabij: het 65e Leger naderde vanuit het zuiden, het 5e Garde Tankleger vanuit het noorden, en het 2e Garde Tankkorps had net de Berezina overgestoken.
In de tussentijd trokken vier divisies van het Duitse 39e Pantserkorps terug uit de stad Berezino, ten zuiden van Borisov, in een poging te ontsnappen aan de dreigende omsingeling. Het gevolg was een kilometerslange rij van pantservoertuigen, tanks en vrachtwagens, die onder constant vliegtuigvuur lagen, en meerdere stukken weg werden beschadigd door de vele bombardementen. De vervangende korpscommandant, Otto Schünemann, werd op 29 juni gedood, waarop het gehele korps begon te desintegreren.
De delen van Heeresgruppe Mitte, die Minsk moesten gaan verdedigen, begonnen zich toch voor te bereiden op een terugtrekking op 1 juli, maar de toestemming werd pas een dag later gegeven. Von Saucken en de 5e Pantserdivisie moesten terugvallen richting Molodezjno; Von Gottberg trok zijn eenheden richting Lida terug. Terwijl nog steeds meerdere delen van het Duits 4e Leger langs het oosten van de stad probeerden te trekken, brak het 5e Garde Tankkorps door de verdediging van de laatste Duitse troepen in Minsk op 3 juli in de vroege ochtend. De volgende dag waren de laatste Duitsers, die zich probeerden verschuilen in kelders, gevangengenomen of gedood. Doordat de stad bevrijd werd, zat nagenoeg het hele Duitse 4e Leger, samen met significante delen van het 9e Leger, in de val.

### De vernietiging van het 4e Leger
Gedurende de volgende dagen deed het 4e Leger verscheidene pogingen om door zijn omsingeling te breken. De grootste groep van omsingelde troepen, bij de stad Pekalin, betrof de divisies van het 12e Legerkorps, die daarvoor relatief intact de strijd uit waren gekomen, en de delen van het 27e Legerkorps die zich bij Orsja succesvol terugtrokken hadden. De korpscommandanten, Müller en Völckers, besloten op 5 juli dat er alles aan zou moeten gedaan worden om uit te breken naar het westen en noordwesten, samen met de restanten van Martineks voormalige 39e Pantserkorps: ze waren toen al 100 km achter de frontlinie, en met de dag kromp de hoop op een eventuele bevrijding.
De 25e Pantsergrenadiersdivisie was de speerpunt van deze aanval, die 's nachts op 5 juli begon. Echter mislukte deze aanval, met vele doden aan Duitse zijde. Toch wisten enkele detachementen de Duitse linies te bereiken ten noorden van Minsk. Daarop probeerde de 57e Infanteriedivisie en Panzergrenadier-Division Feldherrnhalle ook uit te breken, en deze keer langs het zuiden van Minsk te ontsnappen, wat op een ramp uitdraaide. Hetzelfde lot onderging de 78e Stormdivisie, na een in het begin wel succesvolle poging. Delen van de 14e Infanteriedivisie onder leiding van Luitenant-Generaal Flörke slaagden erin zich samen te voegen met de 31e en 12e Infanteriedivisies, en konden uit de omsingeling ontsnappen.
Luitenant-Generaal Müller, die was benoemd tot hoofd van het 4e Leger, werd op 8 juli gevangengenomen na een mislukte uitbraakpoging. Hij beval onmiddellijk al zijn troepen om zich over te geven, wat werd verspreid door Sovjettroepen met grote luidsprekers en pamfletten uit de lucht. Een groot deel van de Duitse soldaten en bevelhebbers besloot echter deze oproep te negeren en bleef doorgaan met pogingen tot een uitbraak.
In totaal werden ongeveer 100.000 Duitse soldaten gevangen genomen tijdens de omsingeling, en 40.000 werden gedood. De Wit-Russische partizanen speelden een belangrijke rol bij het lokaliseren en saboteren van de Duitse troepen.